# 哥德堡电影节
哥德堡电影节（瑞典語：Göteborg Film Festival）是一个在瑞典哥德堡举行的电影节，也是斯堪的纳维亚地区最大的电影节。

## 历史
1979年建立于瑞典哥德堡，第一届电影节仅有3块屏幕，放映了17部电影吸引到3000名观众。电影节每年在一月末二月初期间举行10天左右活动，吸引60个国家的450部电影。2020年有来自89个国家的360部展映影片。